# Apollo Barberini
L'Apollo Barberini è una scultura romana che raffigura Apollo citaredo, datata I o II secolo d.C. Prende il nome dai Barberini che lo acquistarono. Ad oggi è conservata nella Gliptoteca di Monaco di Baviera.

## Storia
La statua fu rinvenuta a Tivoli durante scavi in età moderna e rimase esposta a Palazzo Barberini a Roma, dove fu ammirata da numerosi studiosi tra cui Winckelmann. Con la dispersione ottocentesca della Collezione Barberini, approdò nella Gliptoteca di Monaco di Baviera dove si trova tuttora.

## Descrizione
La statua raffigura una divinità maestosa, che si avvicina all'osservatore con passo lento e formale e resta immobile, appoggiata sulla gamba destra. Nella mano sinistra tiene una cetra di grandi dimensioni. Perduto è il braccio destro, il quale tuttavia, come risulta da antico materiale fotografico, era stato integrato. Ad oggi, l'integrazione non è più presente.
La figura indossa un lungo velo, che cade in numerose pieghe e arriva fino a terra. In vita è presente una larga cintura che stringe il velo, il quale si ripiega e copre la cintura stessa. Gli occhi della statua sono realizzati in pietra bianca per renderli più reali: l'iride dell'occhio era fatta di pietra scura che non si è conservata. Anche le ciglia erano di rame e sono andate perdute. La testa e il collo sono un pezzo di marmo separato, costruito dall'artista in modo da adattarsi al foro corrispondente nel corpo. I capelli sono folti, elaborati e terminano in lunghi riccioli che scendono fino al petto.

## Stile
La statua è databile all'incirca all'età augustea, ma è senza dubbio una copia di una statua greca più antica. Da un punto di vista stilistico, l'originale è classificabile alla scuola di Fidia, in una fase artistica immediatamente successiva all'Athena Lemnia e all'Atena Parthenos.
Winckelmann, descrivendo la statua, la interpretò come femminile identificandola con la musa ispiratrice di Ageladas, maestro di Fidia e Policleto. In realtà raffigura il tema iconografico dell'Apollo citaredo, ossia Apollo con la lunga tunica dei Pizi, indossata da tutti coloro che, suonando e cantando, gareggiavano per aggiudicarsi i premi durante la festa in onore del dio. Fino alla tarda epoca greca, Apollo musicista veniva regolarmente raffigurato con questa lunga veste, in contrasto con il dio nudo che combatte con l'arco.
La statua potrebbe essere una copia dell'Apollo Palatino di Skopas, portata proprio da Augusto dalla Grecia a Roma nel tempio di Apollo Palatino.